# Mohoua (geslacht)
Mohoua is een geslacht van zangvogels uit de familie Mohouidae. De wetenschappelijke naam van het geslacht is voor het eerst geldig gepubliceerd in 1837 door Lesson. De soorten uit het geslacht zijn endemische in Nieuw-Zeeland. Mohoua is ontleend aan het Māori. De mannetjes zijn groter dan de vrouwtjes bij beide soorten (en de verwante Finschia novaeseelandiae). Buiten de broedtijd leven deze vogels in groepen, vaak ook met andere soorten. Ook vertonen ze opmerkelijk broedgedrag; de jongen worden verzorgd door zowel hun eigen ouders als 'helpers', soortgenoten die meedoen aan het opvoeden van de jongen. 
Alle drie soorten worden geparasiteerd door de Langstaartkoël (Urodynamis taitensis), een soort koekoek die alleen bij deze soorten zijn eieren deponeert. 

## Taxonomie
In het verleden passeerden zeven families de revue als kandidaat: Paridae, Timaliidae, Orthonychidae, Campephagidae, Sylviidae, Maluridae en Acanthizidae. Onderzoek gepubliceerd in 2011 en 2013 wijst op een aparte eigen familie die het meest verwant is met de rupsvogels (Campephagidae). Daarom is dit geslacht in 2013 in de familie Mohouidae geplaatst.

## Soorten
De volgende soorten zijn bij het geslacht ingedeeld:
- Mohoua albicilla – Witkopmohoua
- Mohoua novaeseelandiae – Finschia
- Mohoua ochrocephala – Mohoua